# ۳-متوکسی تیرامین
۳-متوکسی تیرامین (به انگلیسی: 3-Methoxytyramine) با فرمول شیمیایی C9H13NO2 یک ترکیب شیمیایی با شناسه پاب‌کم 7924 است. که جرم مولی آن ۱۶۷٫۲۱ گرم بر مول می‌باشد. 